# Stenopterus flavicornis
Stenopterus flavicornis је врста инсекта из реда тврдокрилаца (Coleoptera) и породице стрижибуба (Cerambycidae). Сврстана је у потпородицу Cerambycinae.

## Распрострањеност
Врста је распрострањена на подручју јужне и јужног дела западне Европе, Блиског Истока и северне Африке. У Србији је честа врста, среће се од крајњег севера до југа, најчешће се виђа на цвећу.

## Опис
Глава и пронотум су црни. Елитрони су црвенкасти или наранџасти са црним базалним делом. Ноге су црвенкасте - целе ноге су црвене за разлику од сличне врсте Stenopterus rufus Linnaeus, 1767 код које су колена црна. Антене су жућкасте боје, средње дужине. Дужина тела од 10 до 15 mm.
- Одрасла јединка

## Биологија
Комплетан циклус развића се одвија у периоду од  2 године. Ларва се развија у болесним и мртвим гранама разних врста листопадног дрвећа. Адулти су активни од маја до јула и могу се видети на различитом цвећу.

## Статус заштите
Врста се налази на Европској црвеној листи сапроксилних тврдокрилаца.

## Синоними
- Stenopterus procerus Costa, 1856